# 米哈·洛卡尔
米哈·洛卡尔（1935年9月10日—），斯洛文尼亚前男子篮球运动员。他曾代表南斯拉夫国家队参加1960年夏季奥林匹克运动会篮球比赛，获得第六名。